# Nuova Zelanda ai Giochi della XVII Olimpiade
La Nuova Zelanda partecipò ai Giochi della XVII Olimpiade che si sono svolti a Roma dal 25 agosto all'11 settembre 1960, con una delegazione di 37 atleti impegnati in nove discipline.

## Medagliere

### Per discipline
| Sport            | Oro | Argento | Bronzo | Totale |
| ---------------- | --- | ------- | ------ | ------ |
| Atletica leggera | 2   | 0       | 1      | 3      |
| Totale           | 2   | 0       | 1      | 3      |

### Medaglie
| Medaglia | Atleta                  | Sport            | Evento                   |
| -------- | ----------------------- | ---------------- | ------------------------ |
| Oro      | Peter Snell             | Atletica leggera | 800 metri piani maschili |
| Oro      | Murray Halberg          | Atletica leggera | 5000 metri piani         |
| Bronzo   | Arthur Barrington Magee | Atletica leggera | Maratona                 |